# Manoppello
Manoppello (Manuppèllë in abruzzese) è un comune italiano di 6 735 abitanti in provincia di Pescara in Abruzzo. Il centro storico del paese è situato sulle colline ai piedi del massiccio della Maiella e a breve distanza dalla Val Pescara, dove si è sviluppata dal XX secolo la frazione Manoppello scalo, sede di attività industriali e dell'interporto d'Abruzzo. Nella basilica del Volto Santo è custodita l'omonima reliquia religiosa.

## Origini del nome
Il nome del paese trae origine dalle tradizioni contadine locali: il nome deriverebbe infatti dall'unione delle parole latine manus e plere, ovvero "mano piena", o dal termine "manoppio", cioè una manciata o un fascio di spighe che può essere contenuta in una mano, rappresentato anche nello stemma comunale.

## Storia

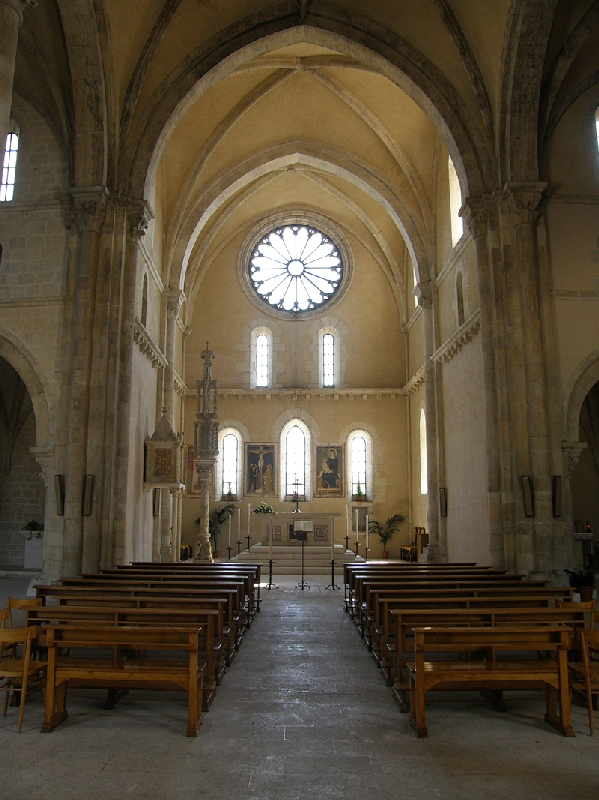
Interno dell'Abbazia di Santa Maria Arabona

Numerosi ritrovamenti su tutto il territorio comunale confermarono che la collina dove sorge il centro storico fosse già abitata in età antica, andando a coincidere con l'antico abitato italico di Pollitium. In particolare furono rinvenute una tomba di un guerriero del III secolo a.C. e una villa romana nelle vicinanze dell'abbazia di Santa Maria Arabona. Conquistata nel 311 a.C. dai Romani durante la seconda guerra sannitica, la città venne in seguito distrutta nell'anno 538 durante le prime fasi della guerra gotica.
Le rovine di Pollitium vennero nuovamente abitate solamente a partire dall'VIII secolo, quando venne ripopolata dai Longobardi che rifondarono l'insediamento alle dipendenze dell'abbazia di Montecassino. Il castello viene menzionato per la prima volta in un diploma dell'imperatore Carolingio Ludovico II, che ne attesta il trasferimento nell'anno 874 alla badia di San Clemente a Casauria. Nel 1061 fu feudo del conte Boamondo, e in età normanna la contea passò alla famiglia dei Paleria, i quali doneranno i terreni sui quali verrà edificata l'abbazia di Santa Maria Arabona. Nel 1391 fu possedimento di Pardo Orsini che vi batteva moneta per conto proprio. Sulle monete da lui coniate vi erano da un lato lo scudo incoronato di Francia con il motto XLUS DG REX FR (Carlus Dei Gratia Rex Francorum), e nel retro lo stemma degli Orsini con la scritta PARDUS UR MAC (Pardus Ursini Comes Manuppelli). La città, ribellatasi alla regina Giovanna II nel 1420, venne assediata e riconquistata nel 1423 secolo dalle truppe di Braccio da Montone, capitano di ventura al servizio degli Aragonesi.
Nel 1515 Manoppello fu feudo di Fabrizio I Colonna, ma alla sua morte nel 1520 tornò agli Orsini fino al 1553.
Danneggiato dal terremoto della Maiella del 1706, in seguito alle leggi eversive della feudalità del 1806 il paese divenne capoluogo di circondario all'interno del distretto di Chieti; l'unificazione italiana del 1860 rispettò i precedenti confini amministrativi preunitari, e Manoppello mantenne il ruolo di capoluogo del mandamento di Manoppello all'interno del circondario di Chieti fino al 1927, quando contestualmente alla soppressione di circondari e mandamenti venne istituita la provincia di Pescara, nella quale confluì anche Manoppello insieme ad altri comuni dell'area casauriense.

### Simboli
Lo stemma comunale rappresenta un «fascio di spighe mature su campagna al naturale.»
Il gonfalone è un drappo partito di giallo e di rosso.

## Monumenti e luoghi d'interesse

### Architetture religiose

#### Basilica del Volto Santo
Vi è conservato il Volto Santo. Fu costruita nel 1620, e intorno al 1965 è stata profondamente cambiata nello stile con una facciata in stile maiolica medievale e l'interno pseudo-neoclassico a tre navate, con giochi di luci policrome e chiaroscuri, altare del Volto barocco, e soffitto a cassettoni lignei. 

#### Abbazia di Santa Maria Arabona
Risalente al XIII secolo, posta su un colle della contrada omonima. Ogni facciata ha un rosone a raggi per un impianto modificato nel XIII secolo, per una planimetria longitudinale a croce latina. La chiesa rappresenta un esempio del gotico cistercense abruzzese, e solo due irregolarità si riscontrano nella scansione delle facciate: il campanile che doveva stare al centro della chiesa sorge sulla facciata ad ovest, ponendo il rosone in modo asimmetrico, mentre l'ingresso principale a sud è rimasto incompiuto, con un oculo al posto del rosone. L'interno è arricchito da un candelabro a colonna tortile con raffigurazioni antropomorfe e religiose; l'interno è scandito da archi poggianti su pilastri che dividono la chiesa in tre navate, e presso una cappella c'è un ciclo pittorico rinascimentale della Madonna del Cane di Antonio di Atri.  

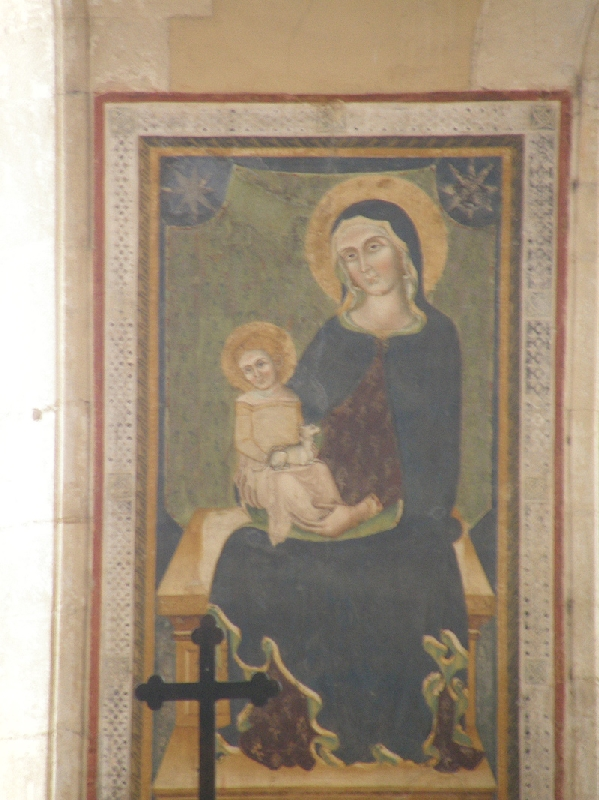
Affresco della Madonna col Bambino, Abbazia di Santa Maria Arabona

#### Chiesa di San Nicola di Bari
Della primitiva forma medievale rimane soltanto la cripta gotica, insieme al portale di ingresso tardo romanico ad arco a tutto sesto con forti strombature, poggianti su colonnine a capitelli a motivi floreali, e lunetta interna affrescata in epoca rinascimentale. L'impianto è tardo barocco a pianta rettangolare con soffitto a spioventi, ordine di finestre laterali, e abside poligonale retrostante, con campanile a vela. L'interno è ottocentesco a navata unica, completato dopo il rifacimento della chiesa in seguito al sisma del 1706. Ci sono alcuni motivi architettonici tardo barocchi come gli altari laterali e gli stucchi, ma la volta a botte è neoclassica, nella sagrestia si trova una statua del Gesù Bambino di Antonio Santarelli, stesso autore del Cristo morto nella parete sinistra della navata, lungo il fianco sinistro invece si trova una pietra cinquecentesca raffigurante lo stemma civico.

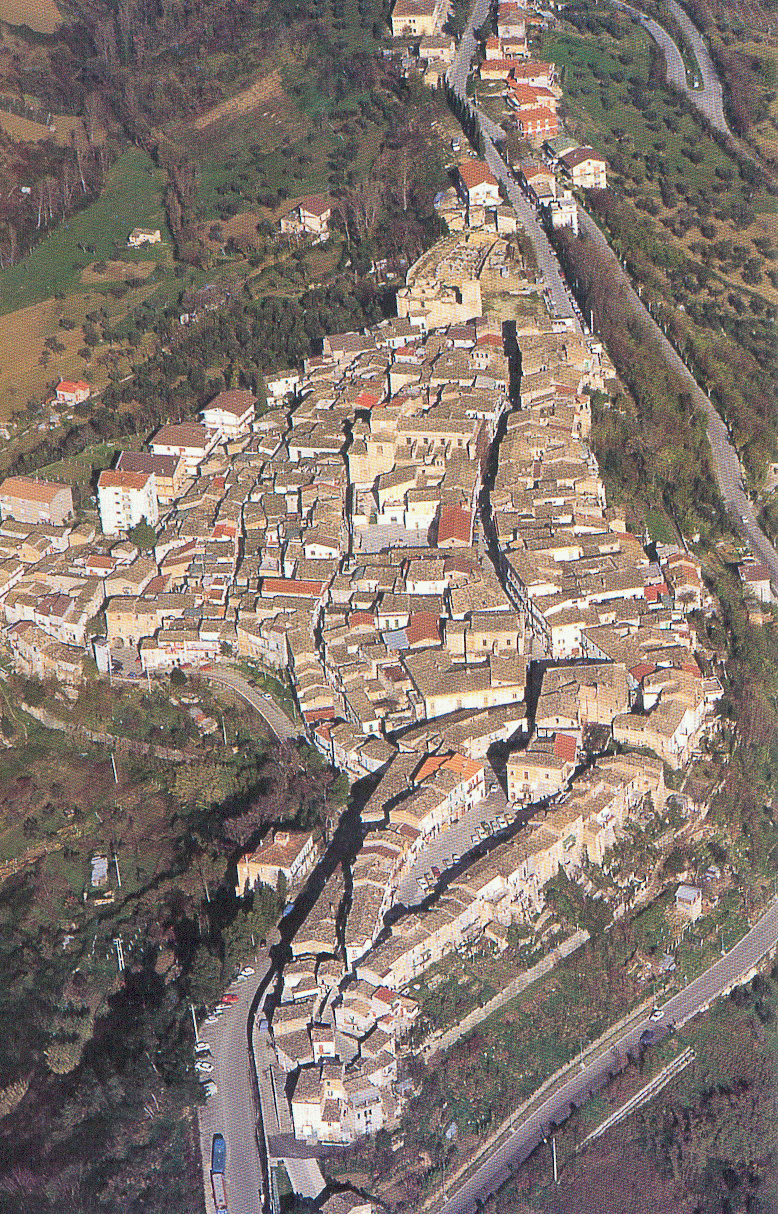
Panoramica di Manoppello negli anni 80

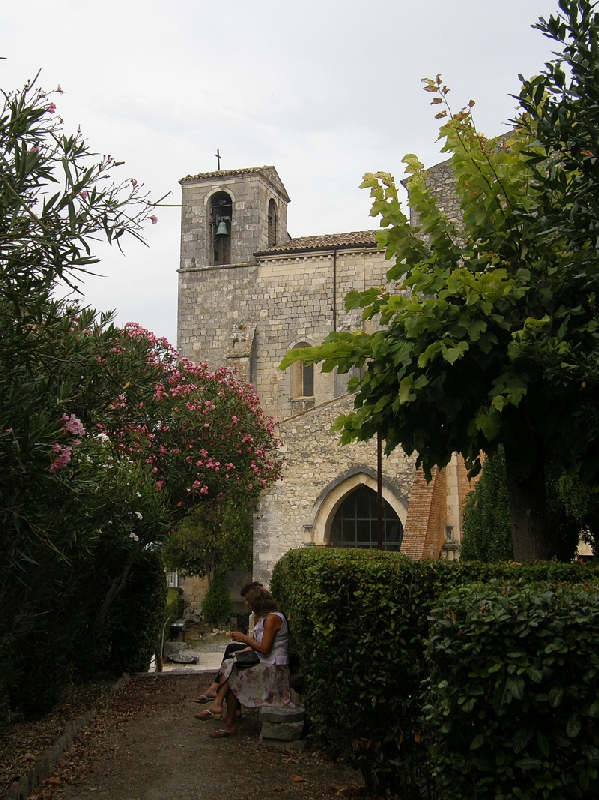
Fianco della Badia di Santa Maria d'Arabona, dal giardino

#### Chiesa di San Pancrazio Vecchio
La facciata è semplice in pietra a vista con un portale architravato affiancato da varie lapidi commemorative, tra le quali quella ai caduti della grande guerra. L'interno di stile barocco è a pianta rettangolare a navata unica con l'altare maggiore il cui dossale presenta una tela della Vergine del Carmine con san Simone, fiancheggiata da statue in gesso di Davide e Salomone.

#### Ex convento di San Lorenzo
La concessione del terreno in data 1278 sancisce la data di fondazione. Nel XVII secolo la famiglia Colonna ingrandì la chiesa con trasformazione barocca, successivamente nel 1806 il monastero fu soppresso e sostituito da abitazioni civili. Il terremoto del 1984 ha fatto crollare la parte superiore del campanile, e per lungo tempo la struttura, inagibile, fu lasciata in abbandono. La chiesa ha pianta rettangolare, con facciata in stucco. Sul transetto vi è una sorta di cupola quadrata, l'interno è stato restaurato nella forma medievale, conservando le due navate irregolari (frutto di ricostruzioni per i terremoti passati), e presso l'altare vi è un'abside semicircolare. 

#### Chiesa della Santissima Annunziata
Piccola cappella romanica a navata unica, poi trasformata nel XVIII secolo e restaurata dopo il terremoto del 1706. La chiesa ha portale a timpano ribassato e interno barocco della metà del XVIII secolo, con tre altari dove sono alloggiate le tele di Francesco Maria De Benedictis, pittore di Guardiagrele della metà Ottocento, che ritraggono Santa Chiara e la Madonna col Bambino, una terza mostra San Filippo Neri, mentre la tela settecentesca dell'altare maggiore ritrae l'Annunciazione.

#### Rovine del monastero di San Pietro in Vallebona
Fu edificato da Stefano del Lupo. Il monastero benedettino nel 1278 passò ai Celestini, e dopo la soppressione nel 1643 venne comprato dall'abate di Santo Spirito. Nel 1807 con le leggi di Gioacchino Murat il monastero fu definitivamente soppresso. Rimangono resti cospicui della planimetria a pianta a croce latina, e del campanile turrito.

#### Chiesa di San Callisto papa
La chiesa di Ripacorbaria viene menzionata una prima volta nel 1104 nella donazione di Roberto, conte normanno di Manoppello, a favore del monastero di San Liberatore a Maiella, con cui l'allora abate Adinolfo entrò in possesso per conto dell'Abbazia dell'intero "castellare" di Ripa Corbaria; dell'edificio medievale resta il solo portale romanico. La chiesa ha pianta rettangolare, movimentata facciata inclusa nella base a un portico ad archi che precede l'ingresso dato dal portale romanico a tutto sesto con strombature; invece la facciata vera e propria è divisa in tre settori da paraste doriche che si raccordano con due delle quattro colonne del portico, e mostra tre bassorilievi, sovrastati dal centro d un oculo, e ai lati da finestre. L'architrave termina a volute e forme ondulate, tipiche del barocco.

### Architetture civili e militari

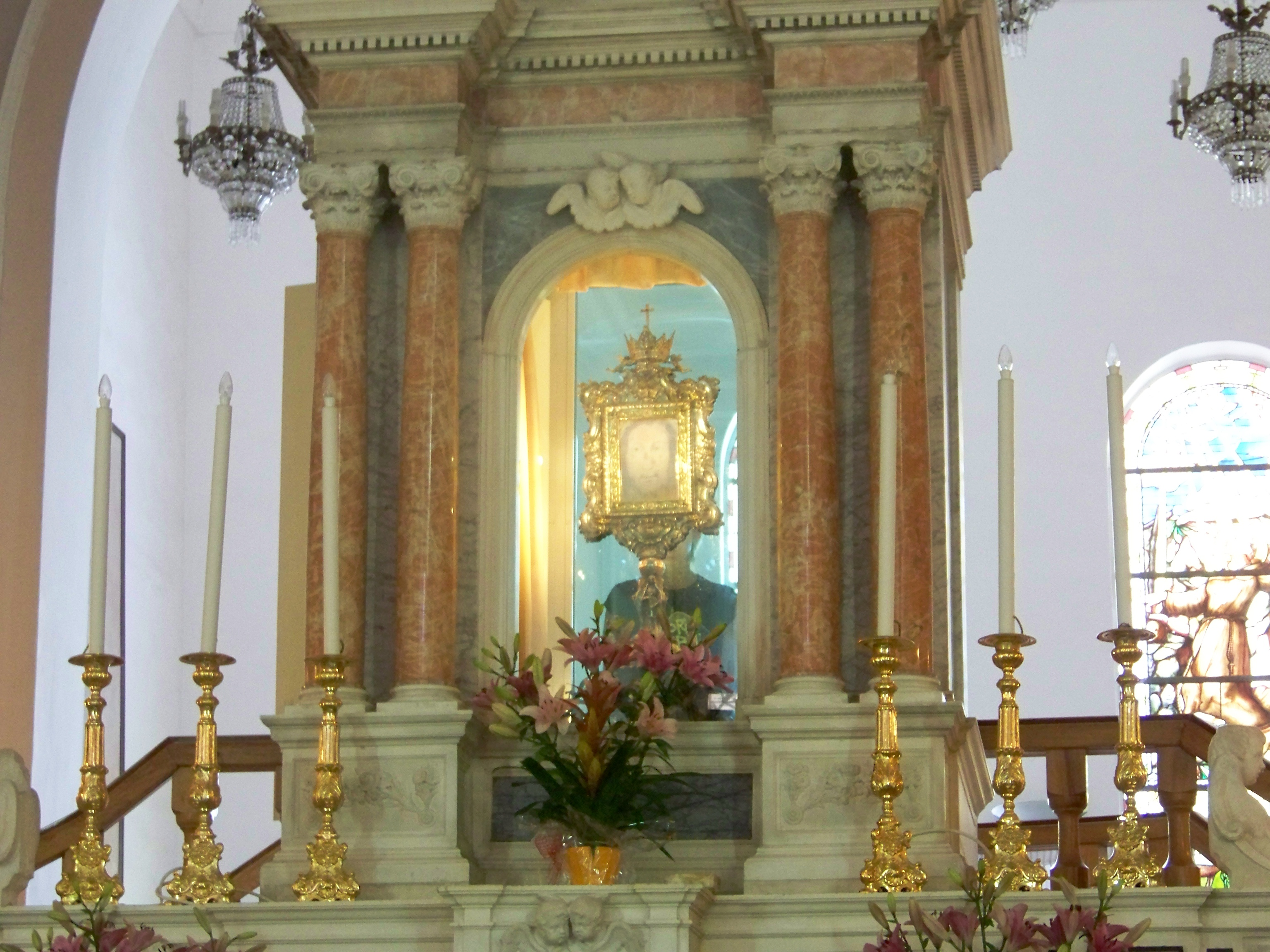
Altare maggiore del Volto Santo

#### Palazzo Pardi
Il palazzo presenta una facciata tardo ottocentesca neorinascimentale, con due avancorpo laterali leggermente aggettanti, fasciati negli spigoli in bugnato, scanditi verticalmente da paraste, e orizzontalmente in tre settori, insieme al quello centrale, da due cornici marcapiano.

#### Porta San Leonardo
Dà accesso al borgo da discesa San Leonardo. La porta è un semplice arco a sesto ribassato, inglobato nel tessuto murario dove oggi sorgono case civili.

#### Resti di Porta Fara
Detta anche "Porta del Pulone", è la più antica posta a sud-est, collegata alle mura medievali. Si tratta di un arco a tutto sesto in conci di pietra squadrati.

#### Villa romana
La domus risale al V secolo a.C. e si conserva perfettamente la planimetria e la suddivisione delle varie stanze. Le basi delle colonne alla greca sonoconservate, come il pavimento a mosaico.

### Altro

#### Monumento ai caduti di Marcinelle
Venne realizzato nel 1958 da Pietro Cascella in ricordo del disastro dove morirono diversi minatori abruzzesi. L'opera poggia su una base circolare, e sintetizza le caratteristiche tipiche del modellamento della pietra e del laterizio di Pietro Cascella, con contrasti di forme spigolose e di forme ondulate.

## Società

### Evoluzione demografica
Abitanti censiti

### Etnie e minoranze straniere
Al 31 dicembre 2022 la popolazione straniera era di 198 persone, pari al 3,19% della popolazione.

## Cultura

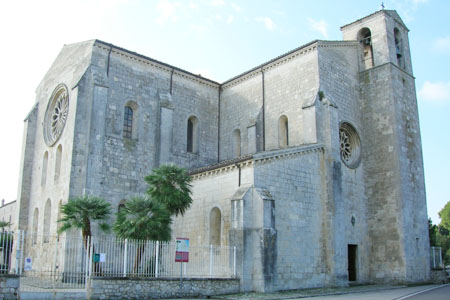
L'Abbazia di Santa Maria Arabona

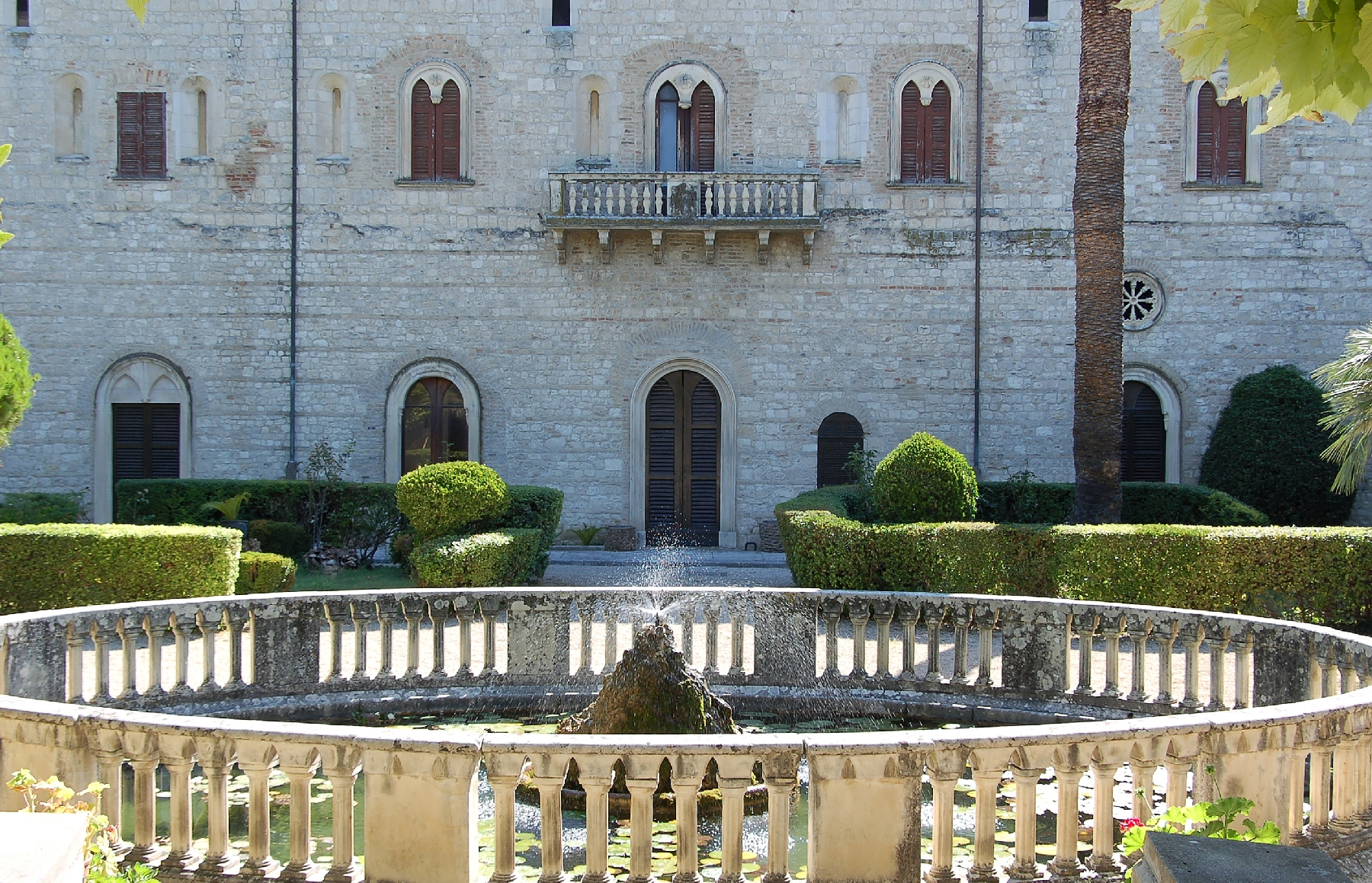
Ingresso Sala Capitolare e Sagrestia presso l'abbazia di Santa Maria Arabona

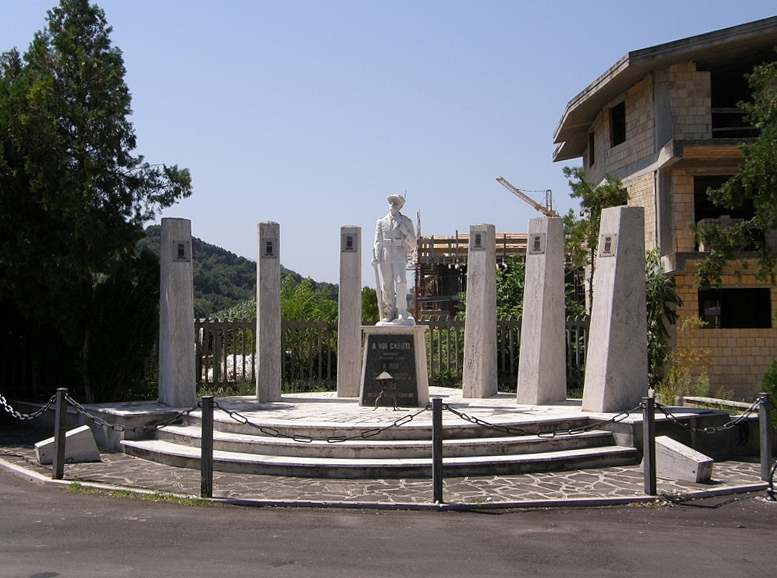
Monumento commemorativo ai caduti ad opera di uno scultore locale

### Musei

#### Museo civico "Giovannantonio Santarelli"
La struttura museale è considerata il più interessante centro di documentazione iconografica regionale sull'arte del glittico abruzzese. Il nucleo più consistente delle opere nel museo è costituito dalle interpretazioni grafiche di Vito Giovannelli, relative ai cammei e ai ritratti in cera. Per questi studi è stata conferita al Giovannelli una medaglia d'oro della "Contea di Manoppello". La sua donazione comprende 70 disegni originale firmati dall'autore, del periodo 1975-2004, tutte trasposizioni grafiche di opere del Santarelli

## Geografia antropica

### Frazioni
Il comune è diviso in 4 nuclei distinti:
- Manoppello
- Manoppello Scalo
- Ripacorbaria
- Santa Maria Arabona

## Economia
Il territorio di Manoppello, grazie alla sua posizione favorevole e ben collegata, è stato scelto per l'insediamento di molte industrie, alcune delle quali di livello internazionale.

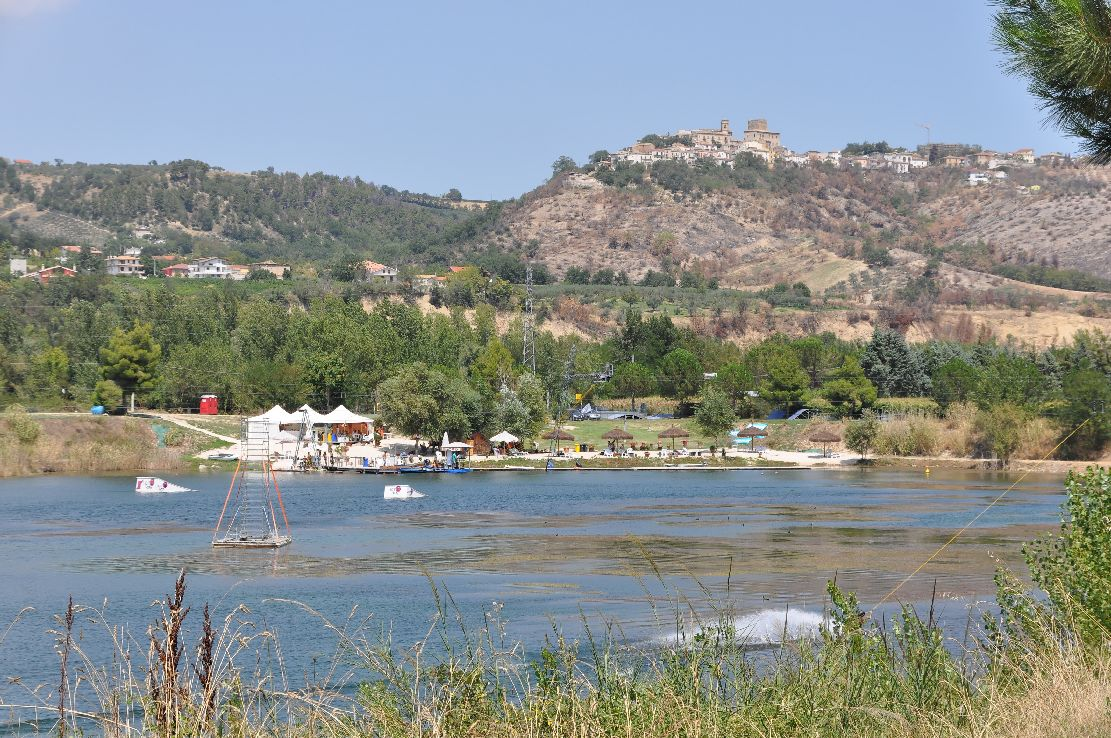
Il lago di Manoppello, conosciuto con il nome Il Lagone

L'industria più nota è la Dayco Europe Srl, conosciuta anche come Dayco o Isoran, dai nomi dei suoi marchi, azienda presente sul territorio da oltre 30 anni, con due dei quattro siti abruzzesi, uno stabilimento produttivo e un magazzino prodotti finiti.Fondata dalla Pirelli con il nome di PTI Spa (Pirelli Trasmissioni Industriali Spa) e poi ceduta, nel 1993, alla multinazionale Dayco Corporation, da cui ha successivamente preso il nome. La Dayco si occupa della produzione di sistemi di trasmissione di potenza, in sostanza le cinghie dentate, in gomma, ad uso automobilistico o industriale, nella quale occupa una posizione leader a livello mondiale.
Altra azienda importante è la Novares Spa, appartenente al gruppo Emsar Spa, divisione della multinazionale Aptar.
Fondata nel 1997 produce micropompe nebulizzatrici e dispenser, normalmente utilizzate in cosmetica, farmaceutica e nelle bombolette spray. Anche questa azienda detiene, insieme alle altre società del suo gruppo, una posizione leader nel mondo.

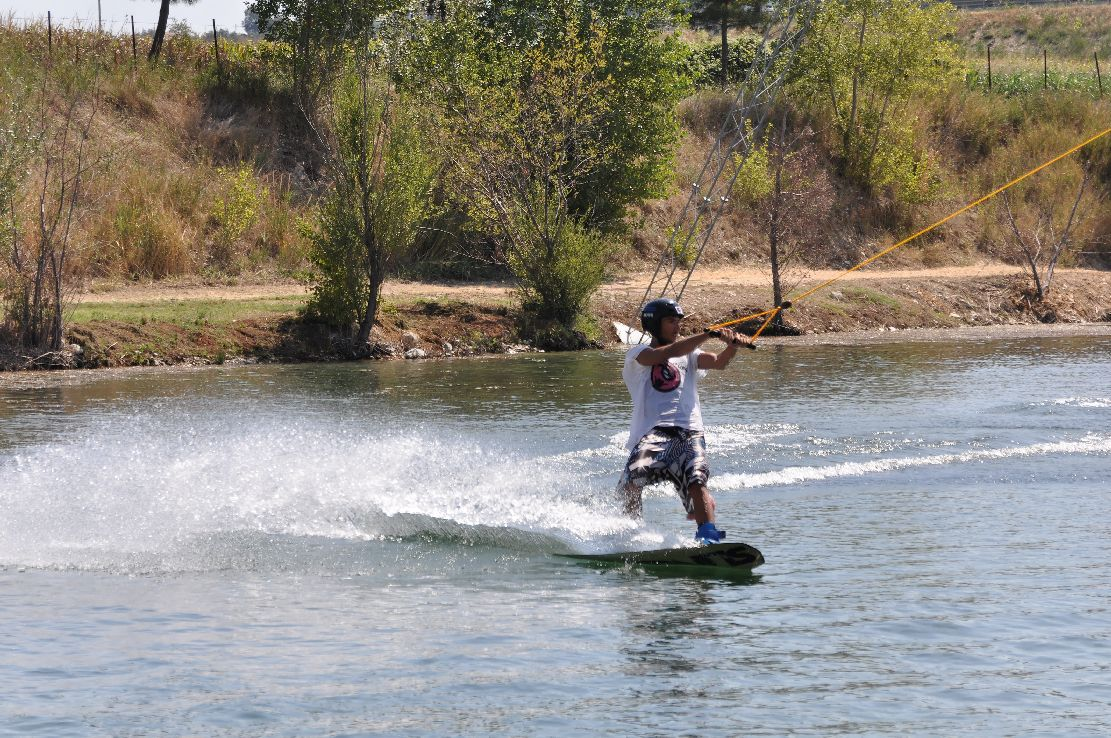
Surfing sul lago di Manoppello

Altra società importante è la Raicam Spa, fondata nel 1952 con il nome di Facam Srl, che si occupa della produzione di apparati frenanti e frizioni per auto, moto e mezzi agricoli, la Raicam è divenuta la più importante produttrice indipendente di pastiglie per freno a disco, di ganasce per freno a tamburo e di frizioni, anche grazie all'acquisizione nel 2005 della Automotive Products SpA di Moie (Ancona) e nel 2009 della Ap Driveline Technologies Ltd, ridenominata Raicam Clutch Ltd di Leamington Spa in Inghilterra.
Oltre a queste aziende, sul territorio sono presenti altre realtà produttive medio-piccole, soprattutto nel campo meccanico, come ad esempio la Remu Srl (meccanica di precisione) o la Klindex Srl (Produzione di macchine per levigare/lucidare pavimenti e superfici).
Il territorio di Manoppello è anche sede del sito produttivo della Luigi D'Amico Parrozzo Sas, ditta pescarese produttrice del Parrozzo, tipico dolce abruzzese.
Tra le attività economiche più tradizionali e rinomate vi sono quelle artigianali, come la lavorazione del ferro battuto.
In ultimo, il territorio di Manoppello, è stato scelto per la costruzione dell'Interporto d'Abruzzo, già operativo e in fase di completamento, ubicato nella frazione di Manoppello Scalo a cavallo tra l'Autostrada A25 e il fiume Pescara.

## Infrastrutture e trasporti
La frazione di Manoppello scalo rientra nell'area del biglietto UNICO del TPL, area Chieti-Pescara, pertanto gode di collegamenti molto favorevoli; inoltre, l'appartenenza a tale area consente di usufruire del biglietto unico valido sui servizi offerti da tutte le società di trasporto convenzionate che sono TUA spa, La Panoramica e Satam Spa.

### Ferrovie
Manoppello ha una stazione ferroviaria, situata nella frazione dello Scalo, ubicata sulla direttrice ferroviaria Roma-Sulmona-Pescara. I locali della stazione non sono presidiati da alcun addetto, al suo interno c'è la sala d'attesa con biglietteria automatica.

### Trasporti pubblici
Il territorio è coperto da vari servizi di trasporto pubblico (TUA Spa, La Panoramica, Satam) e servizi di trasporto pubblico gestiti da privati (Cardinale & Blasioli, Prontobus).

## Amministrazione
Il comune ha fatto parte della comunità montana della Maiella e del Morrone fino alla sua soppressione nel 2013.
| Periodo        | Periodo        | Primo cittadino    | Partito                                                                      | Carica  | Note          |
| -------------- | -------------- | ------------------ | ---------------------------------------------------------------------------- | ------- | ------------- |
| 6 giugno 1993  | 27 aprile 1997 | Maurizio Napoleone | Lista civica                                                                 | Sindaco | [ 14 ]        |
| 28 aprile 1997 | 28 maggio 2006 | Giorgio De Luca    | Lista civica di centro (1997-2001) Lista civica di centro-destra (2001-2006) | Sindaco | [ 15 ] [ 16 ] |
| 29 maggio 2006 | 5 giugno 2016  | Gennaro Matarazzo  | Lista civica Bene comune                                                     | Sindaco | [ 17 ] [ 18 ] |
| 6 giugno 2016  | in carica      | Giorgio De Luca    | Lista civica di centro-destra Uniti per Manoppello                           | Sindaco | [ 1 ]         |

## Sport

### Calcio
La principale squadra calcistica del comune è l'A.S.D. Manoppello Arabona, nata nel 2001 dalla fusione dell'A.C. Manoppello 1956 e della Polisportiva Arabona 1983. Il club, con ottimi trascorsi in Promozione Abruzzo tra la fine degli anni novanta e l'inizio degli anni 2000, milita attualmente in Prima Categoria Abruzzo. I colori sociali sono il rosso ed il blu, le partite casalinghe della prima squadra vengono disputate nel Campo Rodolfo Restinetti, localizzato a Manoppello Paese, mentre il settore giovanile utilizza gli impianti del Campo Valerio Zappacosta, a Manoppello Scalo, e del Campo Imte, situato invece nel confinante comune di Rosciano. Tra i calciatori che hanno vestito la maglia rossoblu, il più noto è Marco Verratti, tesserato nelle giovanili del club dal 2000 al 2006. Da sempre con un discreto seguito di pubblico, dal 2013 la squadra manoppellese è sostenuta dal neonato gruppo organizzato di tifosi denominato Ultras Manoppello.

### Pallavolo
Un importante ruolo nello sport manoppellese è rivestito dalla pallavolo femminile: il locale club dell'A.S. Arabona Volley 1990 disputa da molti anni con ottimi risultati campionati di livello nazionale. Attualmente la compagine rossoblu è impegnata nel campionato nazionale di Serie B2. L'Arabona allestisce annualmente anche squadre per i campionati regionali di Serie C e Serie D, oltre che per quello provinciale di Prima Divisione. Importante riferimento per la zona è anche il nutrito settore giovanile, che dal 2014 ha tra i propri allenatori tesserati l'ex campione del mondo cubano Joël Despaigne. Il club è seguito dal 2012 durante i propri match dal gruppo organizzato di tifosi Vigilantes Arabona.